# 上灘駅
上灘駅（うわなだえき）は、鳥取県倉吉市見日町にあった、日本国有鉄道（国鉄）倉吉線の駅（廃駅）である。倉吉線の廃線に伴い、1985年（昭和60年）4月1日に廃駅となった。

## 歴史
- 1912年（大正元年）10月1日：倉吉線の開通から4か月遅れて、一般駅として開業[1]。
- 1958年（昭和33年）4月1日：荷物・貨物の取り扱いを廃止[1][2]。無人駅化[3]。
- 1985年（昭和60年）4月1日：倉吉線の全線廃止に伴い、廃駅となる[1]。

## 駅構造
廃止時は、単式ホーム1面1線のみを有する地上駅。1958年に無人駅となった。待合室を兼ねた、小さな木造の駅舎があった。

## 駅周辺
- オムロンスイッチアンドデバイス倉吉事業所 - 小鴨川の対岸にある。
- 鳥取県立厚生病院
- 国道179号
- 日交バス・日ノ丸バス「総合事務所前」・「厚生病院前」停留所
- 小鴨川
- 天神川

## 跡地
当駅跡より打吹駅跡までの線路跡は、現在、自転車・歩行者専用道として整備されている。駅舎があった場所にはモニュメントと公衆トイレ（上灘コンフォートステーション）、駐車場が設けられている。

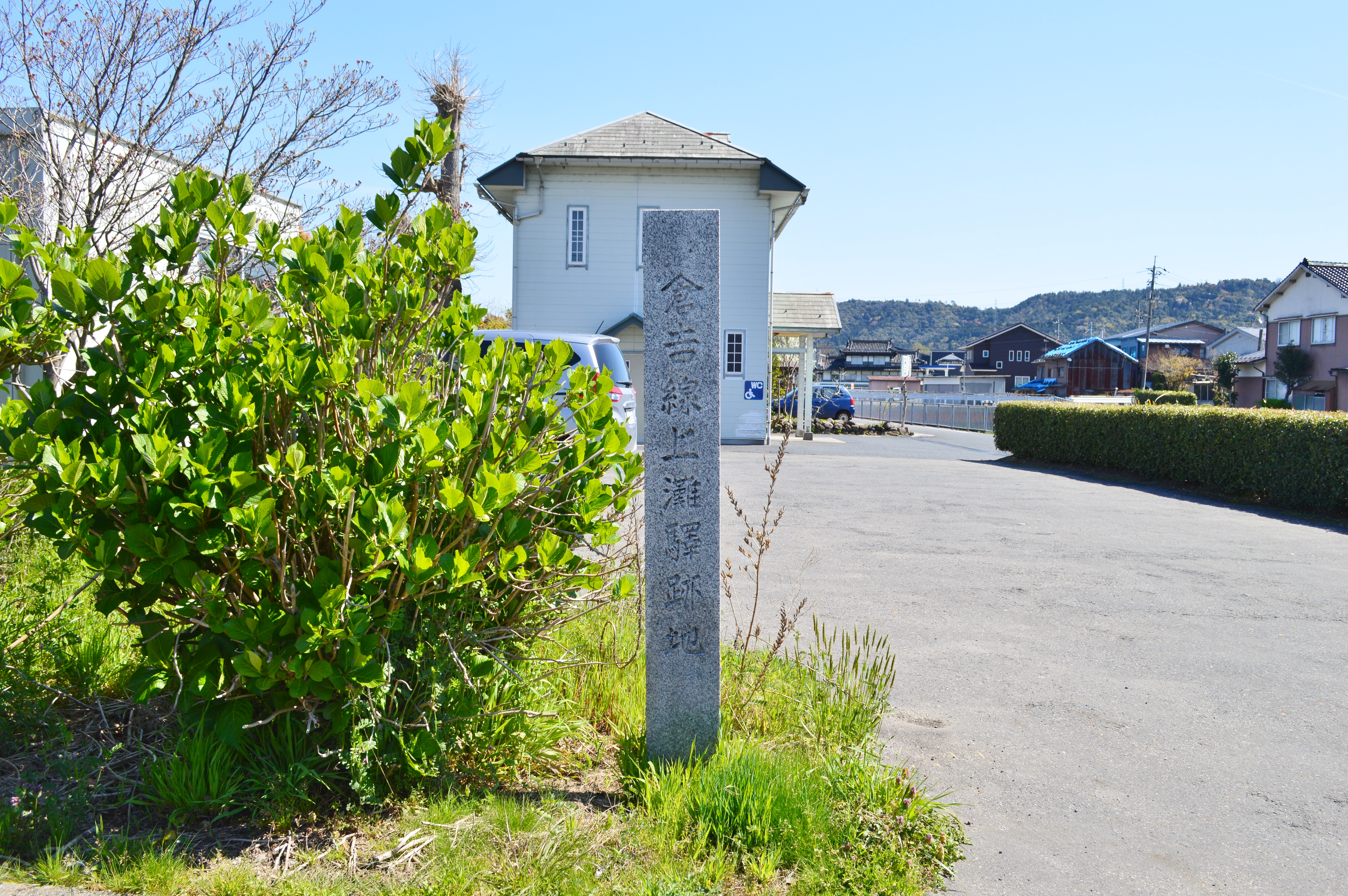
上灘駅跡地碑（2019年4月）
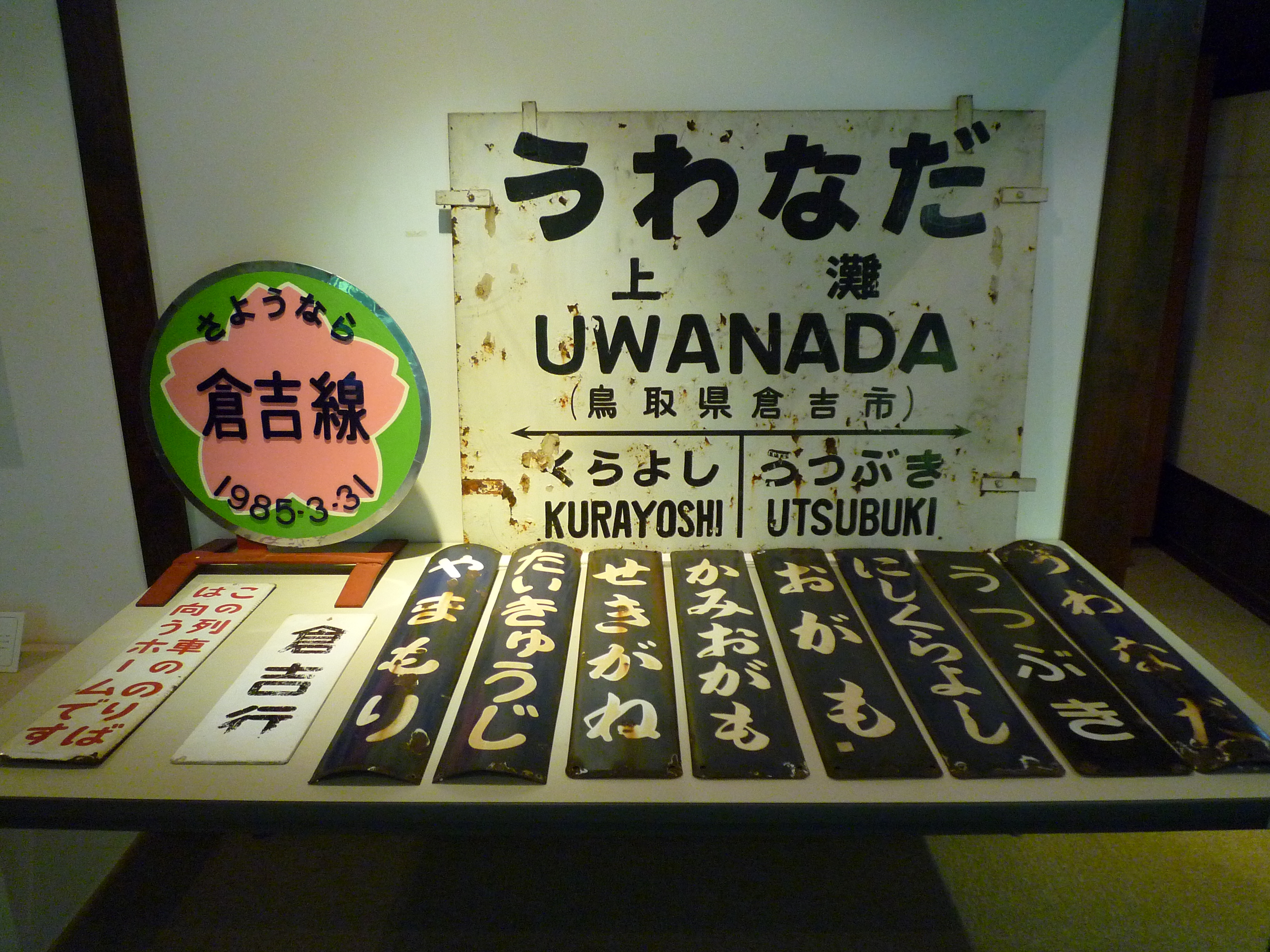
駅名標（関金町資料館展示）

## 隣の駅
日本国有鉄道
倉吉線
倉吉駅 - 上灘駅 - 打吹駅